# Тетянинська вулиця
Тетя́нинська ву́лиця — вулиця в Солом'янському районі міста Києва, місцевість Караваєві дачі. Пролягає від вулиці Вадима Гетьмана (сполучається пішохідними сходами) до Ніжинської вулиці.
Прилучається вулиця Андрія Мельника.

## Історія
Вулиця виникла наприкінці XIX — на початку XX століття, мала назву Романівська вулиця. У 1938 році об'єднана з Тетянівською вулицею під назвою вулиця Леваневського, на честь радянського пілота С. О. Леваневського (повторна постанова про перейменування — 1944 року).
У 1958 році від вулиці Леваневського відокремлено Дашавську вулицю.
Сучасна назва (історичний топонім з уточненням форми відповідно до норм сучасної української літературної мови) — з лютого 2023 року.